# Zeveneken
Zeveneken is een dorp in de Belgische provincie Oost-Vlaanderen en een deelgemeente van Lochristi, het was een zelfstandige gemeente tot aan de gemeentelijke herindeling van 1977. Zeveneken ligt zo'n 5 kilometer ten oosten van Lochristi, het oostelijke deel van het dorp bevindt zich op het grondgebied van Lokeren, onder  de naam Nieuwpoort. De naam Zeveneken zou afgeleid zijn van de zeven eikenbomen die naast de kerk staan.

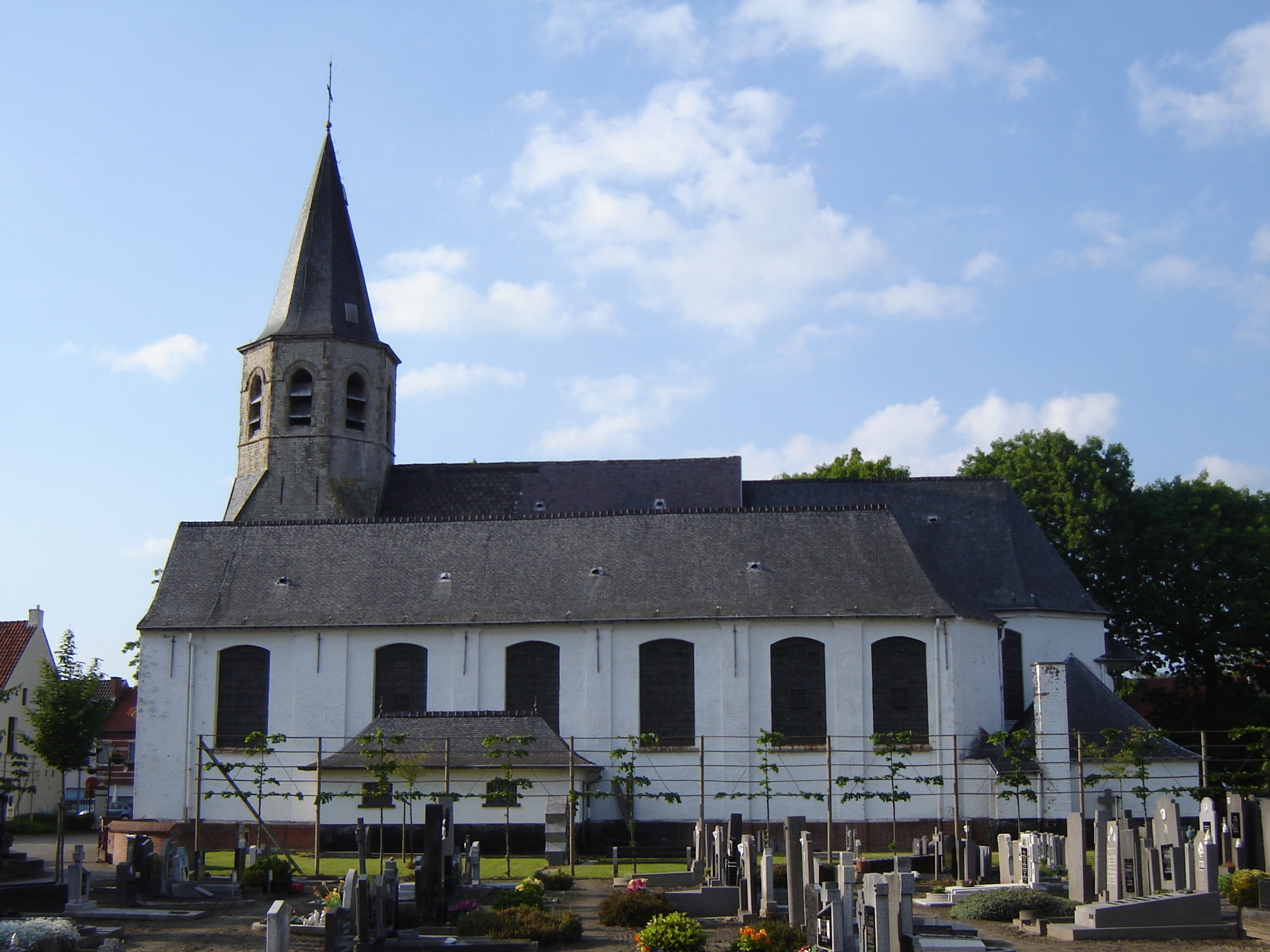
Sint-Eligiuskerk

## Geschiedenis
Begin 19e eeuw werden op het grondgebied van Zeveneken Romeinse medailles gevonden. In de 7e eeuw zou het gebied aangekocht zijn door Amandus ten behoeve van de Sint-Baafsabdij te Gent. Zeker vanaf de 13e eeuw vonden er ontginningen plaats vanuit deze abdij.
Zeveneken werd voor het eerst vermeld in 1239 als ten Seveneken wat verwijzen zou naar zeven eiken.
In 1287 werd Zeveneken een zelfstandige parochie die zich afscheidde van die van Lochristi. Zeveneken behoorde tot de Sint-Baafsheerlijkheid welke in 1559, bij de opheffing van de abdij, over ging naar het bisdom Gent.

## Demografische ontwikkeling
- Bronnen:NIS, Opm:1831 tot en met 1970=volkstellingen; 1976 = inwoneraantal op 31 december

## Politiek
Burgemeesters van Zeveneken waren:
- ca. 1793: Jacques André Reyniers
- ca. 1797: Bernard Van Doorselaer
- ca. 1807: Jacques André Reyniers
- ca. 1816 - 1818: Philippe Pieters
- ca. 1819: Pierre Jean D'hondt
- ? - 1863: Jacques Antoine Reyniers
- 1863 - 1870: Jean Jules Reyniers
- ca. 1902: Philemon Pauwels
- ca. 1958: Achiel Dierinck
- ? - ?: Desiré Jozef Maria Bonne
- 1966 - 1969: Henri Geldof
- ? - ?: Gilbert Van Peteghem

## Bezienswaardigheden
- De Sint-Eligiuskerk is gewijd aan de heilige Eligius. Het kerkgebouw dateert deels uit de 16e eeuw en heeft een achthoekige toren.
- Het voormalige gemeentehuis van Zeveneken werd gebouwd in 1869-1870 en omvatte ook een jongensschool en een onderwijzerswoning. Tegenwoordig is de bibliotheek erin gevestigd.
- De Zavelkapel van 1978 is een gedachteniskapel voor de ruim vijfhonderd verkeersslachtoffers die in de buurt om het leven kwamen. De kapel bevat het beeld van Onze-Lieve-Vrouw der Ledegouw van 1864, afkomstig uit de in 1970 gesloopte kapel.
- Diverse huizen in art-nouveaustijl, waaronder de villa bij textielbedrijf Uyttenhove.

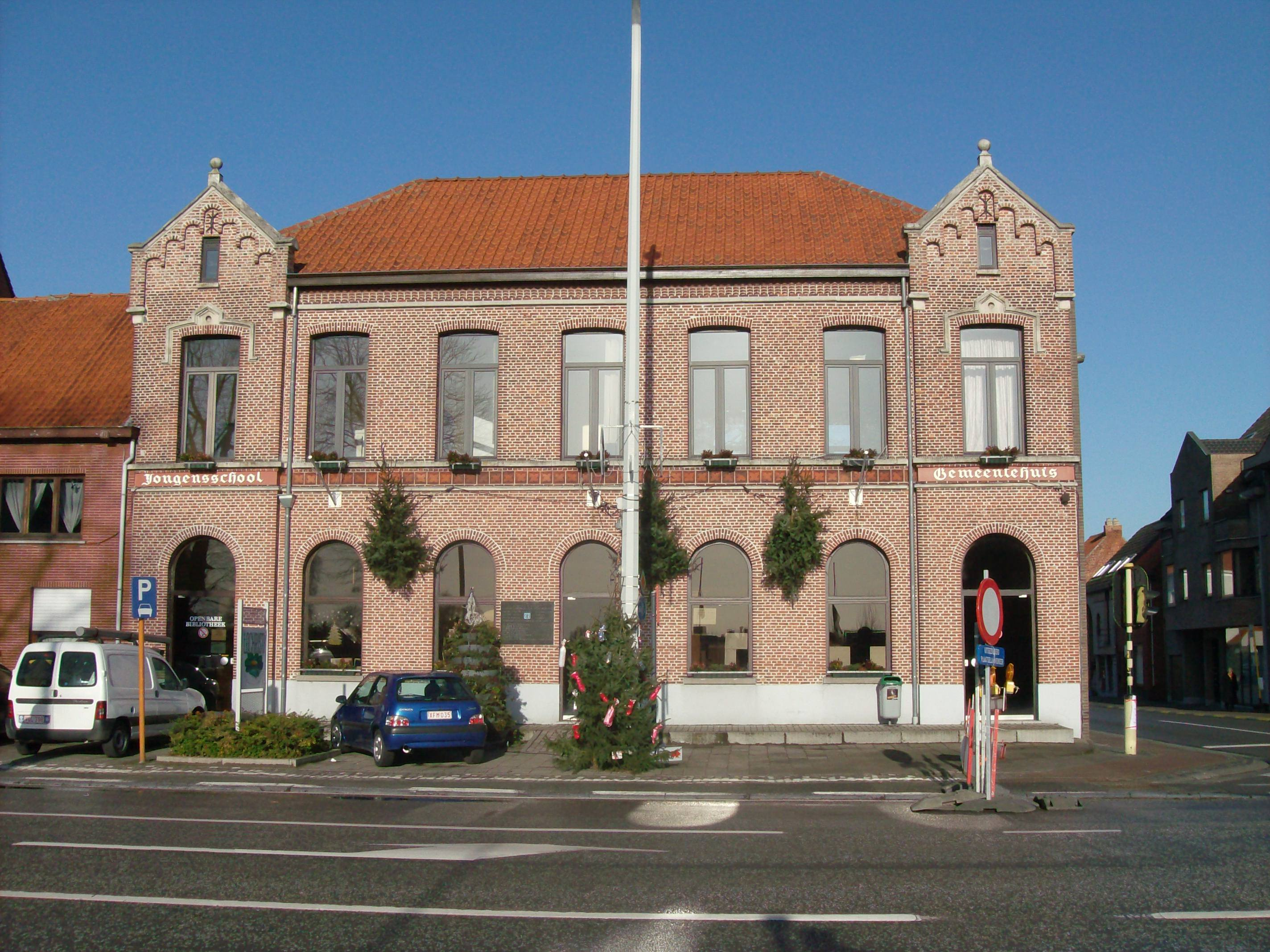
Bibliotheek
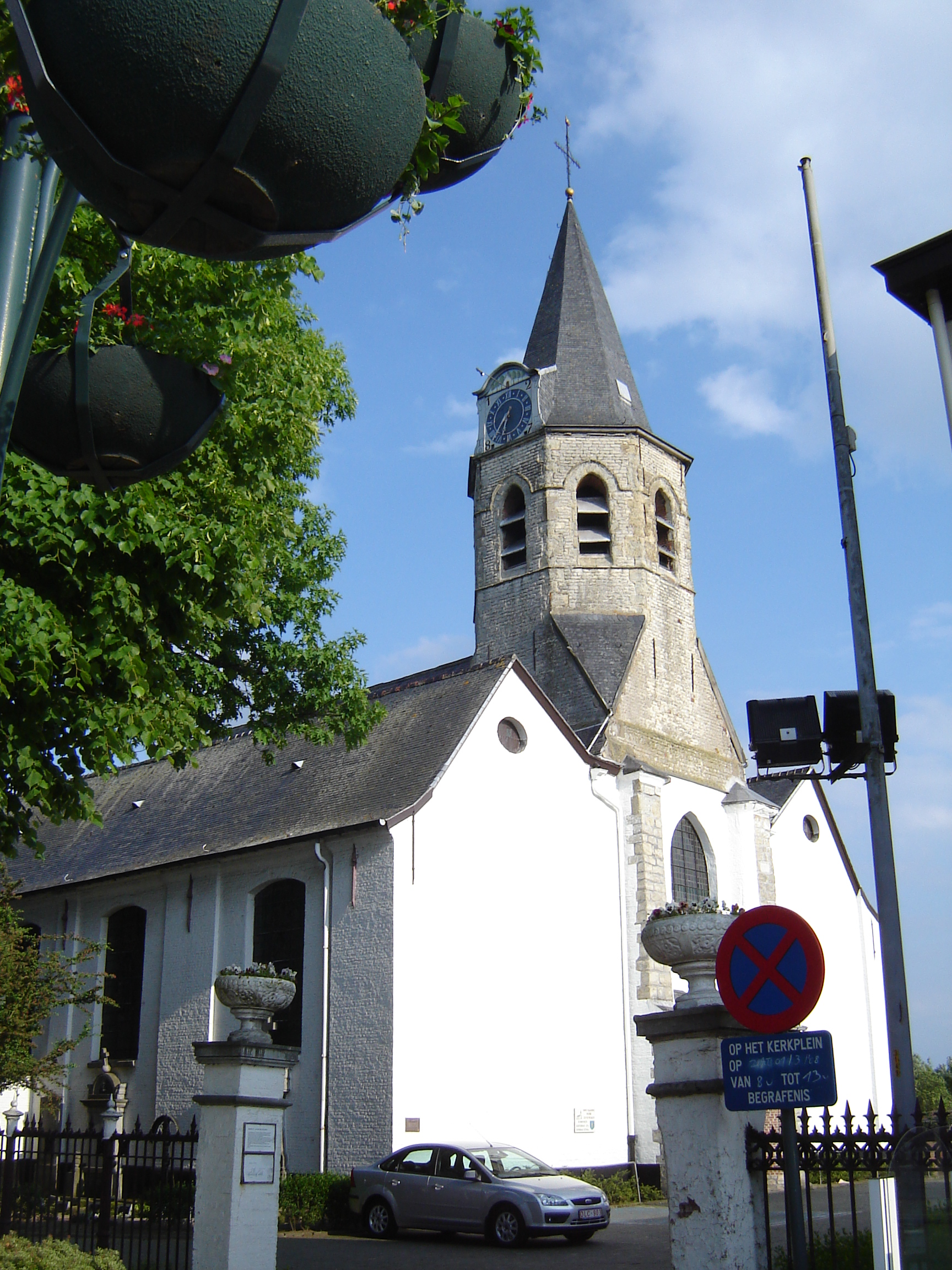
Sint-Eligiuskerk

## Natuur en landschap
Zeveneken ligt in Zandig Vlaanderen en het Waasland. De hoogte bedraagt ongeveer 8 meter. Naast landbouw vindt men er ook veel bloementeelt.

## Trivia
- De bijnaam van de inwoners is katoenpletsers.[1]

## Nabijgelegen kernen
Lochristi, Zaffelare, Lokeren, Beervelde